# 法梅克
法梅克（法語：Fameck，法語發音：[famɛk]；洛林法兰克语：Famesch；洛林语：Faumèc）是法国摩泽尔省的一个市镇，位于该省西北部，属于蒂永维尔区。

## 地理
法梅克（49°17'57"N, 6°6'35"E）面积12.45 平方千米，位于法国大東部大區摩泽尔省，该省份为法国东北部内陆省份，是洛林的一部分，西南接默尔特-摩泽尔省，东临下莱茵省，北与卢森堡和德国接壤。
与法梅克接壤的市镇（或旧市镇、城区）包括：弗洛朗日、冈德朗日、阿扬日、朗格沃、里什蒙、瑟雷芒日-埃尔藏日、于康日、奥恩河畔维特里。

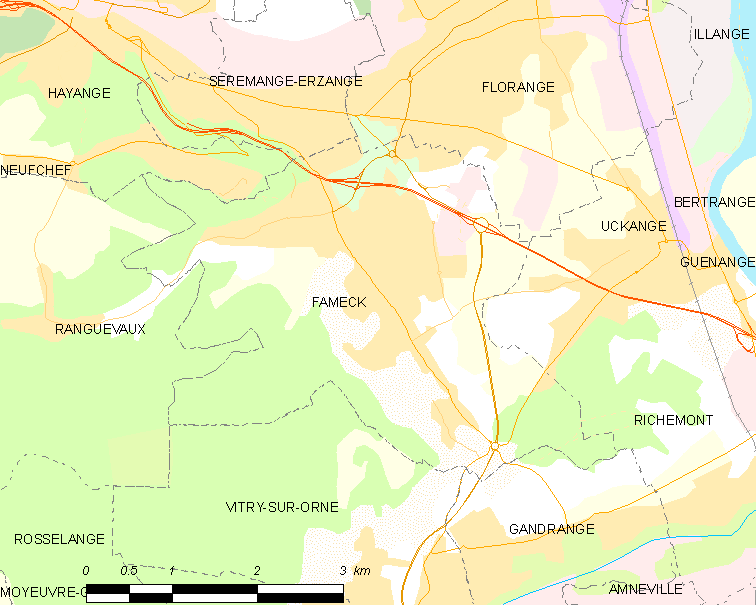
法梅克的OSM定位图

法梅克的时区为UTC+01:00、UTC+02:00（夏令时）。

## 行政
法梅克的邮政编码为57290，INSEE市镇编码为57206。

## 政治
法梅克所属的省级选区为法梅克县。

## 人口

1962-2008年间法梅克人口变化图示

法梅克于2022年1月1日时的人口数量为14759人。